# Tent Island
Tent Island (von englisch tent ‚Zelt‘) ist eine grob dreieckige, etwa 1,6 km lange und bis zu 137 m hohe Insel des antarktischen Ross-Archipels. Sie ist die größte der Dellbridge-Inseln und liegt südlich des Kap Evans der Ross-Insel und nordwestlich der Erebus-Gletscherzunge. 
Teilnehmer der Discovery-Expedition (1901–1904) unter der Leitung des britischen Polarforschers Robert Falcon Scott entdeckten sie. Scott benannte sie deskriptiv nach ihrer Form.